# Patrimoni de la Humanitat a Finlàndia
Finlàndia compta actualment amb set llocs declarats Patrimoni de la Humanitat per la UNESCO, sis d'caràcter cultural i un de natural. D'ells un està compartit amb Suècia i un altre és la denominació multinacional Arc geodèsic de Struve, compartit amb Noruega, Suècia, Rússia, Estònia, Letònia, Lituània, Belarús, Ucraïna i Moldàvia.

## Béns culturals i naturals
Finlàndia compta actualment amb els següents llocs declarats com Patrimoni de la Humanitat per la UNESCO:
| | Antiga Rauma |   |
| Be cultural inscrit l'any 1991. | |   |
| Localització: Satakunta | |   |
| Zona de protecció: 29 ha. Zona d'influència: 142 ha. | |   |
| \| « \| Situada en el golf de Botnia, la ciutat de Rauma és un dels ports més antics de Finlàndia. Va ser construïda al voltant d'un monestir franciscà del que encara es conserva l'església de la Santa Creu, construïda a mitjans del segle xv. És un exemple excepcional de ciutat nòrdica construïda en fusta. Encara que va ser pastura de les flames a la fi del segle xvii, Rauma ha sabut preservar el seu antic patrimoni arquitectònic d'estil autòcton. (UNESCO/BPI)[2] \| » \| | |   |
| « | Situada en el golf de Botnia, la ciutat de Rauma és un dels ports més antics de Finlàndia. Va ser construïda al voltant d'un monestir franciscà del que encara es conserva l'església de la Santa Creu, construïda a mitjans del segle xv. És un exemple excepcional de ciutat nòrdica construïda en fusta. Encara que va ser pastura de les flames a la fi del segle xvii, Rauma ha sabut preservar el seu antic patrimoni arquitectònic d'estil autòcton. (UNESCO/BPI) | » |

| | Fortalesa de Suomenlinna |   |
| Be cultural inscrit l'any 1991. | |   |
| Localització: Uusimaa | |   |
| Zona de protecció: 210 ha. Zona d'influència: 2641 ha. | |   |
| \| « \| Construïda pels suecs en la segona meitat del segle xviii, aquesta fortalesa ocupa un grup d'illes situades a l'entrada de la rada de Hèlsinki. És un exemple particularment interessant de l'arquitectura militar europea de l'època. (UNESCO/BPI)[3] \| » \| | |   |
| « | Construïda pels suecs en la segona meitat del segle xviii, aquesta fortalesa ocupa un grup d'illes situades a l'entrada de la rada de Hèlsinki. És un exemple particularment interessant de l'arquitectura militar europea de l'època. (UNESCO/BPI) | » |

| | Antiga església de Petäjävesi |   |
| Be cultural inscrit l'any 1994. | |   |
| Localització: Finlàndia Central | |   |
| \| « \| Situada al centre de Finlàndia, l'església vella de Petäjävesi va ser construïda amb troncs de coníferes entre 1763 i 1765. És una església luterana rural representativa de la tradició arquitectònica típica de l'est d'Escandinàvia. La seva arquitectura combina el pla centrat de concepció renaixentista amb formes més antigues, derivades dels sostres amb voltes d'aresta del període gòtic.(UNESCO/BPI)[4] \| » \| | |   |
| « | Situada al centre de Finlàndia, l'església vella de Petäjävesi va ser construïda amb troncs de coníferes entre 1763 i 1765. És una església luterana rural representativa de la tradició arquitectònica típica de l'est d'Escandinàvia. La seva arquitectura combina el pla centrat de concepció renaixentista amb formes més antigues, derivades dels sostres amb voltes d'aresta del període gòtic.(UNESCO/BPI) | » |

| | Fàbrica de tractament de fusta i cartró de Verla |   |
| Be cultural inscrit l'any 1996. | |   |
| Localització: Kymenlaakso | |   |
| Zona de protecció: 23 ha. Zona d'influència: 80 ha. | |   |
| \| « \| Admirablement ben conservades, la fàbrica de Verla i l'àrea d'habitatges connexa constitueixen un exemple excepcional d'instal·lació industrial rural de petites dimensions dedicada a la producció de pasta de paper, paper i cartró. Les manufactures d'aquest tipus van proliferar a Europa Septentrional i Amèrica del Nord durant el segle xix i començament del segle xx, però avui en dia han desaparegut gairebé del tot. (UNESCO/BPI)[5] \| » \| | |   |
| « | Admirablement ben conservades, la fàbrica de Verla i l'àrea d'habitatges connexa constitueixen un exemple excepcional d'instal·lació industrial rural de petites dimensions dedicada a la producció de pasta de paper, paper i cartró. Les manufactures d'aquest tipus van proliferar a Europa Septentrional i Amèrica del Nord durant el segle xix i començament del segle xx, però avui en dia han desaparegut gairebé del tot. (UNESCO/BPI) | » |

| | Lloc funerari de l'Edat del Bronze de Sammallahdenmäki |   |
| Be cultural inscrit l'any 1999. | |   |
| Localització: Satakunta | |   |
| \| « \| Aquest cementiri de l'Edat del Bronze, que posseeix uns trenta túmuls funeraris de granit, constitueix un testimoni incomparable de les pràctiques fúnebres i les estructures socials i religioses imperants al nord d'Europa fa més de tres mil·lennis. (UNESCO/BPI)[6] \| » \| | |   |
| « | Aquest cementiri de l'Edat del Bronze, que posseeix uns trenta túmuls funeraris de granit, constitueix un testimoni incomparable de les pràctiques fúnebres i les estructures socials i religioses imperants al nord d'Europa fa més de tres mil·lennis. (UNESCO/BPI) | » |

| | Costa Alta / Arxipèlag de Kvarken |   |
| Be natural inscrit l'any 2000, extensió l'any 2006. | |   |
| Aquest és compartit amb Suècia. | |   |
| Localització: Ostrobotnia (Finlàndia) / Província de Västerbotten (Suècia) | |   |
| Zona de protecció: 336.900 ha. | |   |
| \| « \| La Costa Alta i l'arxipèlag de Kvarken estan situats al golf de Botnia, la prolongació septentrional del Mar Bàltic. Els seus 5.600 illes i illots es caracteritzen principalment per la presència de morrenes amb cresta ondulada, o morrenes de Geer, formades per la fosa del casquet de gel continental sobrevingut uns 10.000 a 24.000 anys enrere. A l'arxipèlag emergeixen contínuament noves illes de la mar a causa d'una elevació glacio-isostàtica ràpida, fenomen que es produeix quan els terrenys comprimits pel pes d'una glacera s'eleven al fondre aquest. L'índex d'elevació de l'arxipèlag és un dels més alts del món. Com a conseqüència de l'avanç de les terres del litoral, les illes sorgeixen de les aigües i s'uneixen, la superfície de les penínsules s'engrandeix i les badies acaben formant llacs, que després es converteixen en aiguamolls i torberes pantanoses. La Costa Alta també s'ha configurat en gran mesura per la conjunció de la glaciació, el retrocés de les glaceres i l'emergència de noves terres. Des que els gels es van retirar definitivament de la Costa Alta -fa 9.600 anys aproximadament- l'elevació ha assolit uns 285 metres, la qual cosa representa el major "repunt" de terrenys observat fins ara. La Costa Alta és un lloc excepcional per entendre els processos geològics que han conduït a la formació de les glaceres i de les zones d'elevació de la superfície de la Terra. (UNESCO/BPI)[7] \| » \| | |   |
| « | La Costa Alta i l'arxipèlag de Kvarken estan situats al golf de Botnia, la prolongació septentrional del Mar Bàltic. Els seus 5.600 illes i illots es caracteritzen principalment per la presència de morrenes amb cresta ondulada, o morrenes de Geer, formades per la fosa del casquet de gel continental sobrevingut uns 10.000 a 24.000 anys enrere. A l'arxipèlag emergeixen contínuament noves illes de la mar a causa d'una elevació glacio-isostàtica ràpida, fenomen que es produeix quan els terrenys comprimits pel pes d'una glacera s'eleven al fondre aquest. L'índex d'elevació de l'arxipèlag és un dels més alts del món. Com a conseqüència de l'avanç de les terres del litoral, les illes sorgeixen de les aigües i s'uneixen, la superfície de les penínsules s'engrandeix i les badies acaben formant llacs, que després es converteixen en aiguamolls i torberes pantanoses. La Costa Alta també s'ha configurat en gran mesura per la conjunció de la glaciació, el retrocés de les glaceres i l'emergència de noves terres. Des que els gels es van retirar definitivament de la Costa Alta -fa 9.600 anys aproximadament- l'elevació ha assolit uns 285 metres, la qual cosa representa el major "repunt" de terrenys observat fins ara. La Costa Alta és un lloc excepcional per entendre els processos geològics que han conduït a la formació de les glaceres i de les zones d'elevació de la superfície de la Terra. (UNESCO/BPI) | » |

| | Arc geodèsic de Struve |   |
| Be cultural inscrit l'any 2005. | |   |
| Aquest be es compartit amb Belarús, Estònia, Letònia, Lituània, Moldàvia, Noruega, Rússia, Suècia i Ucraïna | |   |
| Localització: Lapònia / Finlàndia Occidental / Finlàndia Meridional | |   |
| \| « \| 1063/5000 L'arc geodèsic de Struve és un conjunt de triangulacions que s'estén per deu països, al llarg de 2.820 km, des Hammerfest (Noruega) fins al Mar Negre. Compost pels punts de la triangulació realitzada entre 1816 i 1855 per l'astrònom Friedrich Georg Wilhelm Struve, aquest arc va permetre realitzar la primera mesura precisa d'un llarg segment del meridià terrestre. Aquesta triangulació va contribuir a definir i mesurar la forma exacta de la Terra i va exercir un paper important en l'avenç de les ciències geològiques i la realització de mapes topogràfics precisos. És una mostra extraordinària de la col·laboració científica entre savis de diferents països, així com un exemple de cooperació entre diversos monarques europeus en pro del progrés científic. L'arc primigeni estava constituït per 258 triangles i 265 punts fixos principals. El lloc inscrit a la Llista del Patrimoni Mundial comprèn 34 dels punts fixos originals assenyalats per mitjans diferents: perforacions en roques, creus de ferro, túmuls i obeliscs. (UNESCO/BPI)[8] \| » \| | |   |
| « | 1063/5000 L'arc geodèsic de Struve és un conjunt de triangulacions que s'estén per deu països, al llarg de 2.820 km, des Hammerfest (Noruega) fins al Mar Negre. Compost pels punts de la triangulació realitzada entre 1816 i 1855 per l'astrònom Friedrich Georg Wilhelm Struve, aquest arc va permetre realitzar la primera mesura precisa d'un llarg segment del meridià terrestre. Aquesta triangulació va contribuir a definir i mesurar la forma exacta de la Terra i va exercir un paper important en l'avenç de les ciències geològiques i la realització de mapes topogràfics precisos. És una mostra extraordinària de la col·laboració científica entre savis de diferents països, així com un exemple de cooperació entre diversos monarques europeus en pro del progrés científic. L'arc primigeni estava constituït per 258 triangles i 265 punts fixos principals. El lloc inscrit a la Llista del Patrimoni Mundial comprèn 34 dels punts fixos originals assenyalats per mitjans diferents: perforacions en roques, creus de ferro, túmuls i obeliscs. (UNESCO/BPI) | » |

## Llista indicativa
La inscripció en aquesta llista és la primera etapa per a qualsevol futura candidatura. Finlàndia, la llista indicativa va ser revisada per última vegada el 28 de gener de 2004, ha presentat els següents llocs:
|  | Sants llocs d'Ukonsaari del poble Sámi a Inari Lapònia Be cultural Proposat l'any 1990                    |
|  | Roques pintades d'Astuvansalmi a Ristiina Savonia del Sud Be cultural Proposat l'any 1990                 |
|  | Ruïnes de l'Edat de Pedra de Kastelli a Pattijoki Ostrobotnia del Nord Be cultural Proposat l'any 1990    |
|  | Les inscripcions històriques de l'illa de Gaddtarmen (Hauensuoli) Uusimaa Be cultural Proposat l'any 1990 |
|  | Sistema de llacs Saimaa-Pielinen Karelia del Nord Be natural Proposat l'any 2004                          |
|  | Hospital Paimio (antic Sanatori Paimio) Finlàndia Pròpia Be cultural Proposat l'any 2004                  |

## Patrimoni cultural immaterial
Actualment Finlàndia no té cap element inscrit a la llista del Patrimoni Cultural Immaterial.
 Vegeu també Llista representativa del Patrimoni Cultural Immaterial de la Humanitat .